# Vladko Maček
Vladko Maček (Jastrebarsko, 20 juni 1879 - Washington D.C., 15 mei 1964) was een Kroatisch politicus.
Na de moord op Stjepan Radić in 1928, werd Maček voorzitter van de Kroatische Boerenpartij. Hij was een gedreven, maar ook vreedzame tegenstander van de dictatuur van Alexander I van Joegoslavië. Als voorstander van de onafhankelijkheid van Kroatië werd  hij verschillende malen gearresteerd en veroordeeld tot gevangenisstraffen. Na de dood van Alexander I kreeg Maček gratie. 
Door zijn goede relaties met  Pavle Karađorđević, die regent van zijn land was tijdens de minderjarigheid van koning Peter II, verkreeg Maček in 1939 een verregaande autonomie van Kroatië als Banovina Hrvatska. Zijn partij trad nadien toe tot de centrale Joegoslavische regering en Maček zelf werd vice-eerste minister.
Maček kreeg van de Duitsers in de aanloop van de Duitse bezetting van het land het aanbod om een onafhankelijke Kroatische staat op te richten onder zijn leiding. Maček verwierp het aanbod en bood aan op te treden als tussenpersoon voor vredesbesprekingen tussen Joegoslavië en de Asmogendheden, maar hierop gingen de Duitsers niet in. Na de bezetting nam Maček ontslag als vice-eerste minister en ging terug naar Zagreb .
Aan het einde van de Tweede Wereldoorlog weigerde Maček om samen te werken met de communistische partij van Tito. Toen die in 1944 een, ook door het Westen erkende, regering leidde, weigerde Maček deze te erkennen. Kort vóór de intocht van de partizanen in Zagreb, vluchtte Maček naar Parijs en vestigde zich vervolgens in de Verenigde Staten.